# Counting Crows
Counting Crows este o formație americană de muzică rock din Berkeley, California, înființată în 1991. Formația este alcătuită din Adam Duritz (solist, pian), David Bryson (chitară), Charlie Gillingham (acordeon, clape), Dan Vickrey (chitară lead), David Immerglück (chitară, banjo, mandolină), Jim Bogios (tobe) și Millard Powers (chitară bas).

## Discografie
Albume de studio
- August and Everything After (1993)
- Recovering the Satellites (1996)
- This Desert Life (1999)
- Hard Candy (2002)
- Saturday Nights & Sunday Mornings (2008)
- Underwater Sunshine (2012)